# Stephen Henderson
Stephen Henderson (Dublín, Leinster, Irlanda, 2 de mayo de 1988) es un exfutbolista irlandés que jugaba de portero. Desde septiembre de 2023 es el entrenador de porteros del Charlton Athletic F. C.

## Trayectoria

### Inicios
Comenzó su carrera en las inferiores del Belvedere Football Club y en 2015 fichó por el Aston Villa a los 17 años. Firmó su primer contrato profesional en el equipo de Birmingham el 5 de mayo de 2006.

### Bristol City
Henderson fichó por el Bristol City el 30 de mayo de 2007, recién ascendido a la EFL Championship. Debutó el 11 de agosto de 2007 contra el Queens Park Rangers. El 31 de agosto de 2007 fue enviado a préstamo al York City de la Conference Premier por un mes. Jugó siete encuentros en su paso por York. El 26 de febrero de 2008 se fue a préstamo al Weymouth donde jugó hasta el término de la temporada 2007-08.
En el mes de febrero de 2010 fue enviado a préstamo al Albershot Town y el 17 de septiembre de 2010 al Yeovil Town.

### Portsmouth
El 8 de julio de 2011 fichó por el Portsmouth por tres años. Fue el portero suplente del club, ya que el titular era Jamie Ashdown. Debutó con el Portsmouth el 1 de octubre de 2011 contra el Leeds United.

### West Ham United
Fue enviado a préstamo al West Ham United el 26 de marzo de 2012, año en que el West Ham consiguió su regreso a la Premier League. Henderson fichó por los Hammers por tres años para la siguiente temporada.
Debutó con el West Ham el 28 de agosto de 2012 en la victoria por 2-0 sobre el Crewe Alexandra en la Copa de la Liga. Se unió a préstamo al Ipswich Town de la Championship el 16 de octubre de 2012. Jugó 16 encuentros en Ipswich.
En octubre de 2013 el portero irlandés fue enviado a préstamo al Bournemouth por tres meses para suplir al suspendido Ryan Allsop y al lesionado Darryl Flahavan. Durante su segundo encuentro con el Bournemouth, Henderson se dislocó su hombro luego de chocar con Simon Cox en el encuentro contra el Nottingham Forest. Fue baja durante seis meses y regresó al West Ham. Dejó el club en julio de 2014 por mutuo acuerdo.

### Charlton Athletic
Henderson fichó por el Charlton Athletic de la Championship el 21 de julio de 2014.

### Nottingham Forest
El 22 de julio de 2016 fichó por el Nottingham Forest por tres años.
El 31 de enero de 2018 regresó al Portsmouth a préstamo para lo que quedaba de temporada 2017-18.
Fue enviado a préstamo al Wycombe Wanderers el 4 de diciembre de 2018.

### Crystal Palace
En julio de 2019, tras ser desvinculado del Nottingham, fichó por el Crystal Palace de la Premier League.
Fue liberado del club al término de la temporada 2020-21.

### Charlton Athletic
Después de 7 años Henderson fichó por el Charlton Athletic, tras ser liberado por el Crystal Palace.

## Selección nacional
Henderson ha representado a Irlanda en categorías juveniles.
Fue llamado por la selección de Irlanda en febrero de 2012, para el encuentro amistoso ante la República Checa, aunque no jugó.

## Clubes
| Club                               | País       | Año       |
| ---------------------------------- | ---------- | --------- |
| Aston Villa F. C.                  | Inglaterra | 2006-2007 |
| Bristol City F. C. (préstamo)      | Inglaterra | 2007-2011 |
| York City F. C. (préstamo)         | Inglaterra | 2007      |
| Weymouth F. C. (préstamo)          | Inglaterra | 2008      |
| Aldershot Town F. C. (préstamo)    | Inglaterra | 2010      |
| Yeovil Town F. C. (préstamo)       | Inglaterra | 2010-2011 |
| Portsmouth F. C. (préstamo)        | Inglaterra | 2011-2012 |
| West Ham United F. C. (préstamo)   | Inglaterra | 2012      |
| West Ham United F. C.              | Inglaterra | 2012-2014 |
| Ipswich Town F. C. (préstamo)      | Inglaterra | 2012-2013 |
| AFC Bournemouth (préstamo)         | Inglaterra | 2013      |
| Charlton Athletic F. C. (préstamo) | Inglaterra | 2014-2016 |
| Nottingham Forest F. C. (préstamo) | Inglaterra | 2016-2019 |
| Portsmouth F. C. (préstamo)        | Inglaterra | 2018      |
| Wycombe Wanderers F. C. (préstamo) | Inglaterra | 2018      |
| Crystal Palace F. C.               | Inglaterra | 2019-2021 |
| Charlton Athletic F. C.            | Inglaterra | 2021-2022 |

## Vida personal
Henderson viene de una familia con tradición de guardametas, su abuelo Paddy, su padre Stephen, así como sus tíos Dave y Wayne jugaron como porteros.